# Ezüstalka
Az ezüstalka (Synthliboramphus antiquus) a madarak osztályának a lilealakúak (Charadriiformes) rendjébe és az alkafélék (Alcidae) családjába tartozó faj.

## Rendszerezése
A fajt Johann Friedrich Gmelin német természettudós írta le 1789-ben, az Alca nembe Alca antiqua néven.

## Alfajai
- Synthliboramphus antiquus antiquus (Gmelin, 1789)
- Synthliboramphus antiquus microrhynchos Stepanyan, 1972[2]

## Előfordulása
Kanada, az Amerikai Egyesült Államok, Mexikó, Dél-Korea, Észak-Korea, Hongkong, Japán, Kína, Oroszország, Tajvan és az Egyesült Királyság területén honos. 
Természetes élőhelyei a sziklás tengerpartok és szigetek, valamint a nyílt óceán. Állandó, nem vonuló faj.

## Megjelenése
Testhossza 27 centiméter.

## Természetvédelmi helyzete
Az elterjedési területe nagyon nagy, egyedszáma csökken, de még nem éri el a kritikus szintet. A Természetvédelmi Világszövetség Vörös listáján nem fenyegetett fajként szerepel.